# 国立台北芸術大学
国立台北芸術大学（こくりつたいほくげいじゅつだいがく、繁: 國立台北藝術大學、英: Taipei National University of the Arts）は、台湾台北市に位置する中華民国の国立大学である。大学の略称は北芸大。

## 歴史
| 年     | 月日     | 事跡                                                   |
| ------ | -------- | ------------------------------------------------------ |
| 1979年 | 2月6日   | 「国立芸術学院」の設立計画が立案される                 |
| 1979年 | 10月20日 | 『国立芸術学院建校計画綱要』が制定される               |
| 1982年 | 7月1日   | 「国立芸術学院」が成立 音楽科、美術科、戯劇科を設置    |
| 1983年 | -        | 舞踊科を設置                                           |
| 1985年 | 4月      | 台北県蘆洲郷に移転                                     |
| 1991年 | 7月      | 関渡キャンパスに移転                                   |
| 1994年 | -        | 劇場芸術研究所碩士班、伝統音楽学系、劇場設計学系を設置 |
| 1999年 | 8月1日   | 美術創作碩士班を設置                                   |
| 2000年 | 8月1日   | 管絃打楽器研究所碩士班を設置                           |
| 2001年 | -        | 「国立台北芸術大学」と改称                             |
| 2002年 | -        | 関渡美術館を設立                                       |

## 組織
| | |
| - 音楽学院 - 音楽学系 - 管絃打楽器研究所 - 音楽学研究所 - 伝統音楽学系 - 美術学院 - 美術学系 - 美術史研究所 - テクノロジー芸術研究所 - 造形研究所 - 演劇学院 - 演劇学系 - 劇場芸術研究所 - 劇場設計学系 | - 舞踊学院 - 舞踊学系 - 舞踊表現研究所 - 舞踊創作研究所 - 文化資源学院 - 伝統芸術研究所 - 芸術行政管理研究所 - 建築遺跡保存研究所 - 博物館研究所 - 芸術人文教育研究所 |

## 教員

### 歴代校長
| 代    | 氏名   | 任期      |
| ----- | ------ | --------- |
| 初代  | 鮑幼玉 | 1982-1991 |
| 第2代 | 馬水龍 | 1991-1994 |
| 第3代 | 劉思量 | 1994-1997 |
| 第4代 | 邱坤良 | 1997-2000 |
| 第5代 | 邱坤良 | 2000-2003 |
| 第6代 | 邱坤良 | 2003-2006 |
| 第7代 | 朱宗慶 | 2006-2013 |
| 第8代 | 楊其文 | 2013-     |

## 主な教員
美術科
- 曲 徳義
- 林 章湖
- 林 保堯
- 張 子隆
- 張 正仁
- 陳 愷璜
- 荘 素娥
- 董 振平
- 黎 志文
- 劉 思量

音楽科
- 王 美珠
- 朱 宗慶
- 李 葭儀
- 林 和惠
- 徐 以琳
- 馬 水龍
- 陳 美鸞
- 潘 皇龍
- 黎 国媛
- 劉 岠渭
- 蘇 正途

文化資源学院
- 林 保堯
- 陳 其南
- 簡 秀珍
- 林 承緯
- 王 美珠
- 黄 蘭貴
- 廖 仁義
- 陳 錦誠
- 林 会承
- 邱 博舜
- 黄 士娟
- 王 嵩山
- 周 文豪
- 何 伝坤
- 陳 佳利
- 黄 貞燕
- 劉 惠媛
- 平 珩